# Прост, Жак
Жак Прост (фр. Jacques Prost; род. 21 января 1946, Бурк-ан-Брес) — французский физик, бывший генеральный директор Высшей школы промышленной физики и химии города Париж, член Французской академии наук.
Выпускник Высшей нормальной школы Лиона в 1965 году, Жак Прост учился в Гарвардском университете, основав и возглавив (с 1987 по 1995 год) группу по теоретической физической химии ESPCI ParisTech под руководством Пьера-Жиль де Женна. Его группа изучала свойства жидких кристаллов и мягкого вещества. В 1996 году он создал лабораторию для группы «Физической химии Кюри» в Институте Кюри в Париже. Она изучает физические подходы к биологическим проблемам и описывает движение клеток, молекулярные моторы, свойства биологических мембран и адгезию белков.
Жак Прост был научным консультантом Elf Aquitaine с 1990 по 1999 год, а с 2003 года является генеральным директором ESPCI ParisTech. Также член Французской академии наук с 2007 года.